# Jacques Tys
Jacques Tys es un oboísta francés.

## Curso
Después de estudiar en el Conservatorio Nacional de la Región de Reims, Tys estudió en el Conservatorio Nacional Superior de Música de París con Pierre Pierlot, donde obtuvo el Premier Prix en 1984. Tomó lecciones de música de cámara con Christian Lardé. También recibió lecciones de Maurice Bourgue y Thomas Indermühle.

## Actividades
En 1986 se convirtió en oboísta coprincipal de la Orchestre des concerts Lamoureux. Desde 1990 es oboísta principal de la orquesta de la Ópera de París. Tocó en grabaciones para Deutsche Grammophon dirigidas por Myung-whun Chung.
En 1984 se convirtió en profesor del Conservatorio Nacional de la Región de Reims y en 1992 se convirtió en profesor asistente en el Conservatorio Nacional Superior de Música de París, donde ha sido profesor principal de asignatura desde 1998. Entre sus alumnos se encontraba Alekséi Ogrinchuk. Mientras tanto, Tys también imparte clases en la Hochschule für Musik Karlsruhe, además de clases magistrales en la Universidad Estatal de Florida, la Universidad Geidai de Tokio y la academia internacional Domaine Forget en Canadá. En 2012, Tys fue nombrado Profesor Príncipe Consorte en el Royal College of Music de Londres. En 1995 fue uno de los fundadores de la Orchestre Français des Jeunes, la Orquesta Juvenil Francesa.
Como solista y músico de cámara ha tocado en festivales internacionales y en las principales salas de conciertos: en Francia, Festival de Radio France, Festival de quatuors à cordes de Lubéron, Salle Pleyel; en Japón, con el Trio Forlane: Casals Hall y Bunka Kaïkan en Tokio; en Escandinavia: Festival Bodoe Ost; en Italia en Milán, Ferrara, Venecia; Canadá: Festival du Domaine Forget; Estados Unidos: Festivales IDRS Thalahassee, Chicago, Phoenix.

## Premios
Ganó el Cconcurso Internacional de Oboe de Japón en 1988 junto con Alex Klein. También ha ganado concursos en Tolón (Francia) y Duino (Italia).
Toca con oboes Rigoutat.